# Heavenwood
Heavenwood est un groupe de metal gothique portugais, originaire dans la Vila Nova de Gaia, dans le District de Porto.

## Biographie
Le groupe est formé en 1992 dans la Vila Nova de Gaia, dans le District de Porto, sous le nom de Necroside, puis sous Disgorged. Sous ce nom, ils enregistrent deux démos, As Illusive as a Dream et Emotional Wound, en 1993 et 1994 respectivement, avant de se rebaptiser Heavenwood en 1996 et de signer au label Massacre Records. Le groupe publie son premier album studio, Diva. Ils publient leur deuxième album, Swallow. Le groupe est en suspens entre 2001 et 2003. Les morceaux Bridge to Neverland et One Step to Devotion étaient jouables sur JamLegend avant la fermeture du site.
Au début de 2010, Heavenwood publie une version pré-produite/démo de leur nouvelle chanson Fading Sun, sur leur page MySpace. La chanson appraitra sur leur quatrième album, qui fera participer le compositeur Dominic G. Joutsen. En septembre 2010, le groupe annonce son quatrième album, intitulé Abyss Masterpiece, pour la début de 2011 à un label encore indéterminé. L'album est enregistré aux Ultrasound Studios de Braga, au Portugal, entre août et septembre 2010 sous la supervision de Daniel Cardoso, Pedro Mendes et Ricardo Dias. En novembre 2010, ils font appel à Christian « Kohle » Kohlmannslehner (Crematory, Sieges Heaven) pour le mixage audio et le mastering de l'album prévu pour décembre 2010 aux Kohlekeller Studios en Allemagne. Le même mois, Heavenwood signe au label Listenable Records. 
Le 7 janvier 2011, ils publient une nouvelle chanson, Morning Glory Clouds (In Manus Tuas Domine). Le 12 juin 2012, le groupe annonce avoir perdu ses instruments dans un feu de studio. En novembre 2012, ils annoncent un concert spécial 20 ans d'existence. En janvier 2013, ils postent une démo du clip The Hermit, puis se sépare du guitariste Bruno Silva. En mai 2016, ils postent la couverture de leur futur album, The Tarot o the Bohemians – Part 1 annoncé via Massacre Records.